# Бачки Моноштор
Бачки Моноштор је претежно шокачко насеље у граду Сомбору, у Западнобачком управном округу, у Србији. Према попису из 2022. било је 2647 становника.

## Географски положај
Налази се на 15 km северозападно од Сомбора. Са западне стране насеља простире се врло сложена раван Дунава – Моношторски рит. Настао је 1902. године скретањем корита Дунава, који је текао поред самог села. Тако је Дунав удаљен од села 3–5 km, па су Моноштору остали рукавци и баре, који су данас рај за риболовце. Моноштор је постао центар Моношторског рита, богат јеленском и другом дивљачи, заштићеним и ретким врстама птица и старим шумама храста, тополе, врбе.
Граничи се према западу преко Дунава са селом Змајевац у Барањи, према северу са атаром Штрбац и Безданом, према истоку са шумом Козара коју пресеца асфалтирани пут Сомбор-Бездан и према југу низ реку Дунав са селом Купусина и Апатином, градом крај Дунава.
Моноштор је острвце окружено дунавским рукавцима и каналима на које се стиже једино преласком преко мостова – одатле и назив »село на 7 Дунава«. Са свих страна, село је окружено водом и шумом. Шуме су део Специјалног Резервата Природе „Горње Подунавље”, који је 2017. године, постао и део Резервата Биосфере „Бачко Подунавље”, под заштитом УНЕСКО-а.
Један мост је постављен на улазу у село са стране од Сомбора – такозвани »Пислин мост« који је над Великим бачким каналом, други је на улазу у село са безданске стране – понтонски мост, такође преко Великог бачког канала и трећи са југозападне стране села преко Канала Дунав—Тиса—Дунав, »Цигански мост«, који спаја Моноштор са његовим шумама и викенд насељима. Раније је постојао још један мост у моношторском атару у близини пута према Сомбору, постављен преко Великог бачког канала који је спајао тадашње поседе и салаше са главним путем, али је срушен током Другог светског рата ради заштите села од непријатељских трупа.
Постоје и обележене бициклистичке стазе – Еуро вело 6 - Дунавска рута и Панонски пут мира који спаја Сомбор и Осијек у Републици Хрватској. У току је успостављање и међународне бициклистичке руте „Европски Амазон”.
У прошлости, не тако давној, Моноштор је имао пристаниште за такозване дунавске дереглије и мање бродове. Доласком новијих времена, уређењем корита реке Дунав, изградњом одбрамбеног насипа за одбрану од поплава, селу је привремено одузет главни ток Дунава, тзв. Живи Дунав, који је сада нешто удаљенији од села, али су остали његови рукавци, овде звани Дунавци. У Моноштор се тренутно може доћи каналом Бездан – Бечеј и каналом Бездан – Пригревица. То су пловни путеви ограничених габарита, а у канал се може ући у Богојеву и Новом Саду.
Још из историјата водопривредних подухвата да се приметити да је пловидба била један од разлога прокопавања канала кроз мочварне терене Бачке. Тако је и 1802. године настао канал Бачки Моноштор – Бачко Градиште. Већ данас изградњом канала Рајна – Мајна – Дунав, може се у Моноштор пловним путем доћи и са крајњег севера Европе.

## Становништво
Већину становника, од укупно 3485, чине Шокци, а поред њих, Моношторци су и Срби, Роми, Мађари, Немци. Просек година моношторских житеља износи 40,1 годину. Сама реч Шокац према неким изворима значи исто што и „пребег”, „ускок”, јер су први становници, римокатолички икавци, пребегли из Славоније и Босне испред турске најезде. Сместили су се у непосредној близини мађарског града тврђаве Бодрог и ту су остали дуго после мађарског пораза 1526. године. Новији досељеници су се насељавали који километар даље, на мањем поплавном терену, па је 1752. године црква пресељена, као и цело старо село.

## Насеље
Црква је проширена 1806. године, а средином 20. века проглашена је спомеником културе од великог значаја. Има четири олтарске слике, једна је рад И. Лончаревића и под заштитом је државе, као и кип Жалосне госпе, два стара олтара и проповедаоница са класицистичком резбаријом. Народ врло успешно одржава традицију: имају врло лепу богату ношњу, веселе бећарце и светковине. Многи музиколози и етнолози из целог света долазе овамо, као и богати светски ловци. Овде је врло често у лов долазио Јосип Броз Тито, као и многи домаћи и страни државници. Сада су гости имућни страни туристи, које прихвата Ловачка вила, поред самог Старог канала, на ивици прелепе шуме. У непосредној близини је и канал Дунав Тиса Дунав, једним делом прокопан коритом старог Дунава, тако да је Моноштор са свих страна опкољен водом. Тајанствени рукавци Дунава, смештени између бајковитих шума, чине да Моноштор представља посебан доживљај природе. Није чудно да овде има три викенд насеља на каналима и два на рукавцима Дунава.
Бачки Моноштор краси аутентично културно наслеђе које се огледа у мноштву изворних обичаја, фолклору, језику, традиционалним народним ношњама храни и музици које задржавају свој основни облик већ више од 200. година, а природна богатства села употпуњују јединствени доживљај села.
Само насеље налази се у срцу Специјалног резервата природе Горње Подунавље, који је законски дефинисан 2001. године. Одвајкада је станиште ритског јелена, срндаћа, дивље свиње, лисице, куне, јазавца, орла белорепана, црне роде и других животињских врста. Ови плавни терени представљају идеално мрестилиште свих врста дунавске рибе. Што се, пак, међународног аспекта заштите тиче, Горње Подунавље се због изузетног богатства орнитофауне налази на листи ИБА (Импортант бирд ареа), које се огледа у богатству ретких и угрожених врста на гнежђењу, као и значају на миграцији и зимовању северних популација птица.
У селу се по дугој традицији мештани баве пчеларством, па 2005. године освајају медаље за најбољи мед. Медаље на светском нивоу осваја одгајивачница расних паса, немачких овчара са неколико европских шампионски титула. У селу постоје следећа удружења и организације: Удружење за развој еко-руралног туризма “Подунав”, Удружење грађана “Бодрог”, Клуб спортских риболоваца “Шаран”, Удружење Рома Беаша “Румунка”, Удружење Рома “Бели голуб”, Удружење Рома “Бачки Моноштор”, Удружење љубитеља коња “Западна Бачка”, Удружење “Дондо”, Крикет клуб “Бодрошки јелени”, Пчеларско друштво “Пчела”, Добровољно ватрогасно друштво, Туристичко друштво “Адица”, Културно-уметничко друштво Хрвата “Бодрог”, Фудбалски клуб „Дунав”, Добровољно ватрогасно друштво Бачки Моноштор, Ловачко удружење „Фазан”, Удружење пензионера.

## Туризам
Кроз јединствену садашњост Моноштора запловите чамцем дунавским рукавцима и каналима, у дубокој тишини откривајући мистерију Бодрога, некадашњег средњовековног града и тврђаве, који је својевремено био и седиште Бачко-бодрошке жупаније, а данас лежи на речном дну. Бициклом можете изнова откривати све уписане и неуписане стазе непрегледне равнице или шуме. И можда ћете баш тад наћи ваше скривено место за пецање. У септембру слушајте љубавни зов ритског јелена и останите за тренутак неми пред овим величанственим животињама, или кроз двоглед ухватите поглед црној роди или чапљи. И на крају романтично путовање завршите вожњом запрегама и фијакером кроз село и оранице, па у топоту коњских копита откријте вечиту меланхолију тихих равничарских вечери.
Шуме и воде условиле су начин живота и занимања становника и становница Моноштора, који су одувек живели у складу са природом, користећи њена блага и изворе, али са сталном етиком бриге о степену експлоатације и одрживости. Тако данас још увек у Моноштору постоје занатлије који се баве: израдом торби „цекера“ од рогоза, асура и простирки од рогоза, израдом дрвених кломпи које су биле свакидашња обућа, плетењем мрежа и других рибарских алата, израдом дрвених чамаца и весала, израдом уникатних делова намештаја од дрвета, лампи од природних материјала, израдом дубореза, ткањем крпара, простирки, завеса, торби на старинским разбојима, израдом шокачке ношње, везом, плетењем, израдом штукатура и друге галантерије од трске, поткивањем коња. Пролазећи кроз село имате прилику да упознајте и два млада брата који одмалена „нешто праве од дрвета“, а данас излажу своје уникатне радове – намештај од природних форми дрвета пронађених у природи, дуборезе на кундацима и подлоге за ловачке трофеје, дугмад од рогова јелена, ловачке кравате. Све ове занатлије радо ће вам отворити врата својих кућа и радионица и са поносом представити своја умећа са циљем очувања традиционалних вештина.
Моношторци и Моношторке ће вам са поносом рећи да ћете баш код њих пробати најбољи на свету рибљи паприкаш, са домаћим „ризанцима“, најбољи кулен од јеленског меса, најбољу „домаћу сардину“ – маринирану димљену деверику, да у овом бачком селу прави најбоља млевена зачинска паприка, да ћете да непоновљиво уживате у укусу домаће ракије уз коју се стварају најлепше нове приче и поново изговарају старе анегдоте.
Туристи радо посећују традиционално домаћинство „Мали Бодрог“ - породична кућа стара преко стотину година, још увек покривена трском, са зидовима од земље, украшеним молерајем, земљаним подовима прекривеним крпарама, цветном баштом и двориштем са бунаром, којим господари велики орах. Испод овог ораха најбоље се дегустирају домаћи специјалитети, а за крај пробајте добош торту, гибаницу са маком или орасима, „забуниту гибаницу“ или питу са јабукама, заливене домаћим вином. Још један бег од садашњости у скривена склоништа мира, нетакнуте природе, места доброг залогаја, посебно за љубитеље рибље чорбе и свеже печене речне рибе су чарде. На овим просторима постоје већ више од сто година а у Моноштору је позната Чарда „Код Швабе”, до које се стиже долмом или кроз густу шуму. Баш ту, на самој обали рукавца Дунава припремају се рибље специјалитети, у чему можете и сами да учествујете или да се за време припреме провозате чамцем. Ако сте у Моноштору незаобилазна на мапи је „Ромска душа“ у којој можете видети изглед традиционалних кућа овдашњих Рома и како је у минијатурном простору од девет квадрата успевала да се смести велика породица. Ромске специјалитете на челу са „циганским печењем“ и „циганском погачом“ моћи ћете да пробате у ресторану овог сеоског домаћинства слушајући локалне тамбураше. У селу се налазе ресторани „Патак“ и „Кафе пицерија Т-Пикец Јуниор“.
Музички фестивали, као и специфичне традиционалне манифестације које се током целе године дешавају у Моноштору, ово мало село позиционирали су у место великих славља и уживања, како у културним, тако и гастрономским дешавањима.
Бодрог фест се одржава од 2005. године, другог викенда августа и окупи велики број посетилаца и посетитељки. Првог дана манифестације организује се такмичење у припреми рибљег паприкаша, где се такмичи преко 100 кувара, а други дан обилује мноштвом садржаја за све узрасте и укусе: фијакеријада, изложбе слика и фотографија, радионице и представе за децу, наступи фолклорних група, наступи хорова у цркви, продајне изложбе ручних радова, производа старих заната и домаћих производа, концерти традиционалне музике овога краја, као савремени музички садржаји предвиђени за младе. На сваком кораку може се уживати у традиционалним моношторским гурманлуцима: рибљи паприкаш, паприкаш од дивљачи, печена риба, кобасице, кобасице од рибе, дивљачи.
Регенерација Дунава је еколошко-музички фестивал који се организује од 2008. године у Бачком Моноштору, поводом обележавања Светског Дана Дунава. Овај фестивал настаје кроз размену еколошких, едукативних и уметничких садржаја. Током два дана фестивала у природи, где посетиоци могу да кампују у својим шаторима, организују се еколошке радионице, изложбе слика, изложбе фотографија, радионице израде скулптура од сламе, као и концерти и наступи рок и реге извођача електронске музике. Лета 2018. године по први пут у оквиру Еко музичког фестивала Регенерација Дунава организовани су Летњи феминистички сусрети младих сеоских жена.
Сајам торти, колача и пољопривредних производа одржава се крајем октобра. Посетиоци могу да пробају врхунске домаће посластице, на челу са Добош тортом са 12 кора, а ту су и домаћи кулен, кулен од дивљачи, млевена паприка.
Организује се и СФРЈ ракијада која окупља локалне и гостујуће произвођаче ракије, уз интонирање химне Хеј Словени и моду из минулих времена Југославије.
У јулу месецу организује се Фестивал маријанског пучког пивања који окупља како локалне, тако и гостујуће певачке групе из суседних земаља.

## Демографија
У насељу Бачки Моноштор живи 3112 пунолетних становника, а просечна старост становништва износи 40,1 година (37,7 код мушкараца и 42,4 код жена). У насељу има 1346 домаћинстава, а просечан број чланова по домаћинству је 2,91.
Становништво у овом насељу веома је нехомогено, а у последња три пописа, примећен је пад у броју становника.
|  |

| Демографија | Демографија | Демографија |
| Година      | Становника  | Становника  |
| ----------- | ----------- | ----------- |
| 1948.       | 4.555       |             |
| 1953.       | 4.635       |             |
| 1961.       | 4.560       |             |
| 1971.       | 4.590       |             |
| 1981.       | 4.432       |             |
| 1991.       | 4.205       | 4.017       |
| 2002.       | 3.920       | 4.122       |

| Етнички састав према попису из 2002.‍ | Етнички састав према попису из 2002.‍ | Етнички састав према попису из 2002.‍ | Етнички састав према попису из 2002.‍ | Етнички састав према попису из 2002.‍ |
| ------------------------------------ | ------------------------------------ | ------------------------------------ | ------------------------------------ | ------------------------------------ |
|                                      |                                      |                                      |                                      |                                      |
| Хрвати                               | Хрвати                               |                                      | 2.043                                | 52,11%                               |
| Југословени                          | Југословени                          |                                      | 570                                  | 14,54%                               |
| Срби                                 | Срби                                 |                                      | 371                                  | 9,46%                                |
| Мађари                               | Мађари                               |                                      | 211                                  | 5,38%                                |
| Румуни                               | Румуни                               |                                      | 179                                  | 4,56%                                |
| Роми                                 | Роми                                 |                                      | 100                                  | 2,55%                                |
| Немци                                | Немци                                |                                      | 32                                   | 0,81%                                |
| Словаци                              | Словаци                              |                                      | 9                                    | 0,22%                                |
| Црногорци                            | Црногорци                            |                                      | 8                                    | 0,20%                                |
| Буњевци                              | Буњевци                              |                                      | 7                                    | 0,17%                                |
| Албанци                              | Албанци                              |                                      | 3                                    | 0,07%                                |
| Словенци                             | Словенци                             |                                      | 2                                    | 0,05%                                |
| Руси                                 | Руси                                 |                                      | 1                                    | 0,02%                                |
| Муслимани                            | Муслимани                            |                                      | 1                                    | 0,02%                                |
| Македонци                            | Македонци                            |                                      | 1                                    | 0,02%                                |
| непознато                            | непознато                            |                                      | 4                                    | 0,10%                                |

| Година пописа     | 1948. | 1953. | 1961. | 1971. | 1981. | 1991. | 2002. |
| ----------------- | ----- | ----- | ----- | ----- | ----- | ----- | ----- |
| Број домаћинстава | 1.193 | 1.263 | 1.357 | 1.413 | 1.493 | 1.422 | 1.346 |

| Број чланова      | 1   | 2   | 3   | 4   | 5   | 6  | 7  | 8 | 9 | 10 и више | Просек |
| ----------------- | --- | --- | --- | --- | --- | -- | -- | - | - | --------- | ------ |
| Број домаћинстава | 278 | 316 | 277 | 291 | 109 | 59 | 13 | 2 | 1 | 0         | 2,91   |

| Пол    | Укупно | Неожењен/Неудата | Ожењен/Удата | Удовац/Удовица | Разведен/Разведена | Непознато |
| ------ | ------ | ---------------- | ------------ | -------------- | ------------------ | --------- |
| Мушки  | 1.594  | 501              | 977          | 65             | 51                 | 0         |
| Женски | 1.672  | 261              | 989          | 372            | 50                 | 0         |
| УКУПНО | 3.266  | 762              | 1.966        | 437            | 101                | 0         |

| Пол    | Укупно                    | Пољопривреда, лов и шумарство | Рибарство                            | Вађење руде и камена | Прерађивачка индустрија       |
| ------ | ------------------------- | ----------------------------- | ------------------------------------ | -------------------- | ----------------------------- |
| Мушки  | 826                       | 351                           | 11                                   | 1                    | 207                           |
| Женски | 313                       | 101                           | 0                                    | 0                    | 82                            |
| УКУПНО | 1.139                     | 452                           | 11                                   | 1                    | 289                           |
| Пол    | Производња и снабдевање   | Грађевинарство                | Трговина                             | Хотели и ресторани   | Саобраћај, складиштење и везе |
| Мушки  | 5                         | 43                            | 38                                   | 29                   | 80                            |
| Женски | 0                         | 4                             | 44                                   | 9                    | 2                             |
| УКУПНО | 5                         | 47                            | 82                                   | 38                   | 82                            |
| Пол    | Финансијско посредовање   | Некретнине                    | Државна управа и одбрана             | Образовање           | Здравствени и социјални рад   |
| Мушки  | 3                         | 1                             | 25                                   | 7                    | 9                             |
| Женски | 6                         | 3                             | 10                                   | 26                   | 25                            |
| УКУПНО | 9                         | 4                             | 35                                   | 33                   | 34                            |
| Пол    | Остале услужне активности | Приватна домаћинства          | Екстериторијалне организације и тела | Непознато            | Непознато                     |
| Мушки  | 16                        | 0                             | 0                                    | 0                    | 0                             |
| Женски | 1                         | 0                             | 0                                    | 0                    | 0                             |
| УКУПНО | 17                        | 0                             | 0                                    | 0                    | 0                             |